# Strata (Opus Avantra)
Strata è un album degli Opus Avantra pubblicato nel 1989.

## L'album
"La realizzazione di Strata, a quindici anni dal primo album, rappresenta la necessità da parte del gruppo di composizione degli Opus Avantra di fare il primo punto di una situazione psicologica ed epocale dopo un arco di tempo in cui una generazione ha avuto modo di mutare idoli e miti. Dal mito della rivoluzione sociale a quello dell'individualismo edonistico, tutto è stato bruciato e consumato in un tunnel di illusioni e pentimenti, A questi si riferisce il sottotitolo del concept: Grande notturno, una notte dove i conflitti e le suggestioni della vita si contrappongono e gettano l'essere nel labirinto dell'angoscia. Forse nel titolo finale (Canto a un Dio nascosto) vi è una speranza d'uscita." (Giorgio Bisotto)

## Le tracce
1. Canto Alla Notte – 3:55
2. Quiete E Tumulto – 2:13
3. Danza Degli Oggetti Liberati – 4:44
4. Canto Incompiuto – 4:09
5. Vertigine – 3:26
6. Fase Dello Specchio (Duello) – 3:48
7. Canto Prima Dell'alba – 3:10
8. Tics (Palude) – 3:01
9. Ritmo Alfa ( Labirinto ) - live – 7:27
10. Canto Ad Un Dio Nascosto – 3:37
11. R.E.M. (Extra Tracks) – 11:26